# Nowiny (województwo podkarpackie)
Nowiny – wieś w Polsce położona w województwie podkarpackim, w powiecie stalowowolskim, w gminie Radomyśl nad Sanem.
W latach 1975–1998 miejscowość położona była w województwie tarnobrzeskim.
Ostatnim wójtem gminy Nowiny był p. Franciszek Buchaj, wielce zasłużony dla wsi. Natomiast pierwszym sołtysem, po wprowadzeniu gmin zbiorowych w 1935 r. został Józef Sowa.

## Części wsi
| SIMC    | Nazwa      | Rodzaj    |
| ------- | ---------- | --------- |
| 0804916 | Gać        | część wsi |
| 0804922 | Grądy      | część wsi |
| 0804939 | Lipicze    | część wsi |
| 0804945 | Łysa Górka | część wsi |
| 0804951 | Piaski     | część wsi |
| 0804968 | Zagroble   | część wsi |

## Historia do I wojny światowej
Pierwszą wzmiankę o Nowinach spotykamy w Liber Beneficiorum Jana Długosza, który wieś Nowiny kojarzy ze Skowierzynem Drugim, gdzie pisze: „ Wioska należąca do parafii Zaleszany, której dziedzicem jest Stanisław Mroczek. (Natomiast Skowierzyna I – Sianisław Skowierzyński). W wiosce Stanisława Mroczka znajdują się kmiecie łanowi, karczmy, zagrodnicy, z których od wszystkich ściąga się dziesięcinę i pańszczyznę na rzecz kościoła św. Piotra w Sandomierzu. Jest tu jeden majątek wojskowy (rycerski), z którego dziesięcinę pobiera kościół w Zaleszanach, a jej wartość szacuje się na pół marki".
Podczas „potopu szwedzkiego" wieś nosiła już nazwę Nowiny, stacjonowały w niej wojska litewskie dowodzone przez Sapiehę.
W 1787 roku Nowiny zostają wyłączone z parafii Wrzawy, przeniesione do nowej parafii w Radomyślu i liczą 103 dorosłych katolików. Posiadają dobrze rozwinięty folwark oraz młyn wodny, w którym pleban miał wolne mlewo. Według „Słownika Geograficznego Królestwa Polskiego", w 1889 roku wioska Nowiny leży na prawym brzegu Sanu i liczy 81 domów, w których zamieszkuje 306 mieszkańców.
Gmina Nowiny istniała od początku reformy galicyjskiej i obejmowała wieś Nowiny i przysiółek Wantuch (zwany Wańtuchem), który w różnych latach liczył od 6 – 10 domów i 1 karczmę. Ewenementem było to, że gmina Nowiny wchodziła w skład parafii Radomyśl, natomiast Wantuch i Brzoza w skład parafii pniowskiej. Gmina Nowiny tylko przez okres 8 lat podlegała pod jurysdykcję powiatu Rozwadów, a od 1867 roku wchodziła w skład powiatu tarnobrzeskiego w cyrkule rzeszowskim, w którym przetrwała aż do 1918 roku. Ponadto wchodziła w skład dominium skowierskiego (z siedzibą w Skowierzynie). Ostatnim właścicielem tabularnym gminy Nowiny był Rachmiel Kanarek, Żyd-dziedzic Skowierzyna.
Dziedzice ze Skowierzyna byli panami prawnymi, czyli właścicielami młyna wodnego, znajdującego się na terenie gminy Nowiny. Do uciążliwych rzeczy dla mężczyzn należała służba w wojsku austriackim. Przed rokiem 1802 była dożywotnia. Natomiast od 1802 r. ogłoszono w krajach nie węgierskich (w tym i w Galicji), że pobyt żołnierza w wojsku jest czasowy i wynosi: w piechocie lat 10; w kawalerii lat 12; w artylerii lat 14. Przed służbą wojskową w armii austriackiej młodzież w gminie Nowiny broniła się poprzez wyjazd na emigrację do innych krajów, jednak nie wszystkich było na to stać. Bardzo dużo młodych ludzi z Nowin służbę tę odbyło, przypłacając ją życiem i zdrowiem. Księgi kościelne odnotowały ponad 50 wysłużonych żołnierzy z gminy Nowiny w okresie rozbiorów. Żołnierze z Nowin służyli w różnych garnizonach i rodzajach wojsk np. szeregowy Wit Karaban służył w wojskach ochrony kolei w Wiedniu i w Dębicy. Najsłynniejszym żołnierzem tego okresu był szereegowy Kacper Madej, który brał udział w bitwie pod Wrzawami, walcząc po stronie austriackiej z wojskami Księstwa Warszawskiego pod wodzą Józefa Poniatowskiego. Mieszkał w Nowinach pod nr domu 106 (obecny plac Jędrzeja Madeja), tam też zmarł w 1833 roku, jako rezerwista i został pochowany z wszelkimi honorami.

## I wojna światowa
Podczas I wojny światowej 37 mężczyzn z Nowin zostało powołanych pod broń. Ranni zostali: Leon Parada na Wołyniu wraz ze swoim bratem, który utracił nogę. Długie lata w niewoli na Syberii przebywali żołnierze, murarze z Nowin, jak: Augustyn Tryk, bracia Adam i Henryk Madejowie oraz Michał Kraus – cywil, uznany za szpiega za to, że obserwował Moskali okopujących działa w Nowinach. Kilkunastu żołnierzy w 1917- 1918 zdezerterowało z wojska i w ramach tzw. dzikiej demobilizacji powróciło do domów, niektórzy nawet z bronią.

## II wojna światowa
Tragiczna w skutkach dla mieszkańców wsi Nowiny okazała się druga wojna światowa. Według kroniki szkolnej we wrześniu 1939 r. powołano 28 szeregowych i podoficerów. Pierwszą ofiarą tej wojny okazał się cywil, Adam Janoszek, s. Marcina, lat 18, który zginął od bomby niemieckiej. Śmiercią bohatera zginął bombardier Pakuła, celowniczy działka ppanc, walczący z nawałą czołgów niemieckich na przedmieściach Mielca. Z wojny obronnej powróciło do rodzinnych domów 19 żołnierzy. Aż ośmiu dostało się do niewoli niemieckiej i rosyjskiej. O wyjątkowym szczęściu mogą mówić: podoficer nadterminowy, Leon Ptak i kpr. Franciszek Tomczyk, którzy byli internowani w ZSRR. Zostali wymienieni na innych jeńców, których cały transport przywieziono z Niemiec do ZSRR i taką samą liczbę jeńców polskich odstawiono do Niemiec. Wśród nich znaleźli się dwaj szczęśliwcy z Nowin, którzy przeżyli wojnę w Niemczech, na przymusowych robotach. Dwóch innych żołnierzy z Nowin walczyło pod Monte Cassino, a jeden, Adolf Pakuła we Francji.
Podczas II wojny światowej zginęli następujący mieszkańcy Nowin:
– Adolf Janoszek. s. Błażeja, l. 33, rozstrzelany w Nowinach 14.03.1940 r. Józefa Krawczyk, c. Michała, l. 61, rozstrzelana w lesie Borek 23. 07. 1942 r. Bolesław Puka, s. Czesława, 1.21, zginął w obozie w Oranienburgu Stanisław Puka, s. Józefa, l. 29, rozstrzelany na polach Osica Jan Samołyk, s. Grzegorza, l. 38, zginął w obozie w Pustkowie. Maria Symula, ż. Józefa, l. 35, rozstrzelana 22. 07. 1942 r. Franciszek Tomczyk, l. 55, zginął w obozie w Oświęcimiu w 1942 r. Franciszek Turek, l. 47, zginął w obozie w Oświęcimiu w 1942 r. Jan Turek, l. 35, rozstrzelany w lesie Borek 23. 07. 1942 r. Marta Turek (żona Jana), l. 27, rozstrzelana w więzieniu w Kraśniku w lipcu 1942 r.
Oprócz tego do końca wojny zginęło 6 młodych mieszkańców Nowin. W 1944 roku aż 12 mężczyzn wcielono do I i II Armii Ludowego Wojska Polskiego, wśród których było 5 oficerów (dwóch z nich, po studiach dosłużyło się stopnia pułkownika, jeden stopnia majora, a dwaj następni znaleźli się w grupie oficerów młodszych). Natomiast dwaj podoficerowie: Bolesław Pakuła i Wacław Madej polegli podczas forsowania Odry.

## Klęski żywiołowe
Oprócz wojen wieś doznała wielkich strat od wylewów Sanu i innych klęsk. Jak podaje R. Ingarden w „Drogi wodne. Regulacja i kanalizacja Wisły i Sanu" Kraków 1916 r.: „ Wisła i San w roku 1884 nie były jeszcze zabezpieczone wałami". W roku 1884 miał miejsce jeden z większych wylewów Sanu. W tym właśnie roku woda zabrała drewniany dom Jana Rydza, unosząc go aż pod Borów. Mieszkańcy uratowali się i wybudowali nowy dom na tzw. Piaskach. Na miejscu dawnego podwórza Rydzów dzisiaj istnieje ogromny dół wypełniony wodą i nazywa się „Dół pod Piątkiem".
Kolejna powódź nastąpiła w roku 1888. Czytamy o niej w księdze cechu szewsko – garbarskiego w Radomyślu: „Roku Pańskiego 1888, dnia 9 marca stanął zator na Sanie. Od wybiegu do Rozwodowa, woda wylała i zalała wszystkie grunta, tak że tylko Górę Błędowską można było trochę widzieć... W Radomyślu do połowy miasto zalane było wylewem nadzwyczajnym ".
Ten wylew dokonał ogromnego spustoszenia na terenie gminy Nowiny. Pod Tombolaną Górą woda zniszczyła młyn wodny i wyrwała głęboki dół zwany „Młynisko".
Kolejnym nieszczęściem była groźna epidemia cholery, która zbierała swoje krwawe żniwo wśród mieszkańców Nowin. I tak np. w 1831 roku zmarło na tę chorobę 5 mieszkańców, którzy pochowani zostali na cmentarzu cholerycznym, urządzonym na posesji Sebastiana Tryka. W roku 1855 zmarły 4 osoby a byli to: Michał Zarzycki lat 27, Katarzyna Tryk lat 37, Katarzyna Miętus lal 13. Jan Korga lat 9. W l862 roku zmarła Elżbieta Wolska, lat 29. W l863 roku w Nowinach zmarły na cholerę 4 osoby. W 1873 roku zmarło na tę groźną chorobę aż 21 osób. Wszyscy zostali pochowani na cmentarzu w Nowinach. Umieszczono tam również krzyż, przewieziony potajemnie przez ówczesnego wójta Jana Pakułę ze wsi Lążek Chwałowski.

## Struktura dawnego społeczeństwa wsi Nowiny
- Rolnictwo – Kmiecie w Nowinach izolowali się od reszty społeczności. Marzeniem każdego kmiecia były okazałe konie, które nazywano „szatanami". W niedzielę podjeżdżali furmankami pod kościół i prezentowali z dumą okazałe rumaki. Nowiny słynęły również z hodowli świń, które same wypasały się na bagnistym pastwisku. Stan taki trwał aż do I wojny światowej. Do Radomyśla w poniedziałki przyjeżdżali kupcy z Mielca i Dębicy, dokonywali zakupu świń, które potem pędzono do przewozu na Sanie, a stąd na stację do Zbydniowa.
- Młynarze – Ostatnim młynarzem był człowiek nadany ze dworu w Skowierzynie. Z ksiąg cechowych dowiadujemy się, że: „Zginął podczas wylewu wraz z synem na terenie młyna, i że nie był przychylny dla ludzi z Nowin ". Wcześniej młynarzami byli kolejno mieszkańcy Nowin: Kacper Tryk, Walenty Korga, Wojciech Tryk, Ludwik Tryk i Jan Tryk.
- Flisacy – Oprócz młynarzy spotykaliśmy w Nowinach flisaków, czyli tzw. oryli. I tak np. „W roku 1853 rolnik z Nowin, Maciej Buchaj, lat 53 mający, nr d. 124, w dniu 15 sierpnia 1853 r. tragicznie zginął na tratwie w Kielczewie i tam pochowany został". Drugi przykład: „Józef Miętus – zarodnik z Nowin, nr d. 203, lat 34 mający, płynący na tratwie zmarł w Gdańsku na cholerę w dniu 23.02.1873 r. i tam pochowany został".
- Karczmy – Ważnym elementem życia społeczności wiejskiej była, w przeszłych wiekach, karczma. Tu odbywały się prawie wszystkie uroczystości: chrzciny, wesela, zaręczyny, powitania powracających rezerwistów. W gminie Nowiny były aż 3 karczmy. W roku 1828 właścicielem jednej z nich był Walenty Goras, przechrzczony Żyd, który jedną karczmę posiadał na Zagroblu Nowin, na posesji Stefana Puki, a drugą pod przewozem w Czekaju. Druga karczma znajdowała się przy wjeździe do Nowin, na posesji Leona Gębali. Prowadził ją Żyd arendarz, Józef Rachman. Trzecią prowadził obok cmentarza cholerycznego, arendarz, Żyd, Ezechiel Żelka Kanarek, rodem z Koćmierzowa wraz ze swoją żoną, Sosią Kanarek z d. Siegel. Państwo Kanarkowie mieli najstarszą córkę Annę, która przeszła na katolicyzm i poślubiła o rok młodszego od siebie, 19-letniego Ludwika Tryka z Nowin, syna Benedykta Tryka i Petronelli z Bednarowskich. Panna młoda, jako neofitka, przyjęła na chrzcie imię Julianna i nazwisko od miejsca zamieszkania Nowińska. Ludwik dał przydomek rodzinie Tryków „Tryki Żydy". Ślub odbył się 17.06.1872 r. w kościele parafialnym w Radomyślu.

## Historia szkolnictwa w Nowinach
W roku 1859 miejscowi gospodarze założyli tajną szkołę zimową. Uczono w różnych chałupach. Pierwszym nauczycielem był Błażej Rybak z Radomyśla, murarz i gorzelnik. Codziennie każde dziecko przynosiło polanko drewna na opał izby. Po nim uczyli: Jan Pakuła, Tomasz Kiełbasa, Piotr Chmielowiec i inni.
W 1909 r. utworzono szkołę etatową. Nauczycielkami były dwie siostry Szneidrówny z Radomyśla, szkoła mieściła się w budynku prywatnym Mikołaja Madeja na Zagroblu. Wojna częściowo zniszczyła ten budynek.
Na usilne staranie p. Franciszka Buchaja, ostatniego wójta gminy i Jana barona Gótza Okocimskiego, rozpoczęto budowę nowego, ukończonego w 1920 r. W 1931 r. było 82 uczniów. Kierowniczką szkoły była p. Bronisława Wójcikowska, a nauczycielem religii – ks. Feliks Chudy – pleban radomyski.
W szkole swoją siedzibę, podczas okupacji, posiadał dowódca placówki AK – p. Bolesław Chmielowiec. Placówka ta rozrosła się, jako silnie rozwinięty pluton i pod koniec 1943 r. przeszła pod komendę Narodowych Sił Zbrojnych.